# 绍塞迪利亚
绍塞迪利亚，是西班牙埃斯特雷马杜拉卡塞雷斯省的一个市镇。总面积60平方公里，总人口577人（2001年），人口密度10人/平方公里。